# Macaduma reducta
Macaduma reducta là một loài bướm đêm thuộc phân họ Arctiinae, họ Erebidae.